# بيت هانوفر

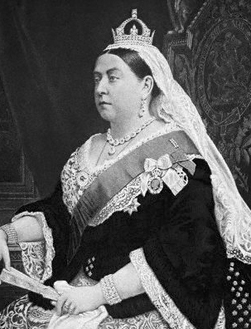
الملكة فيكتوريا

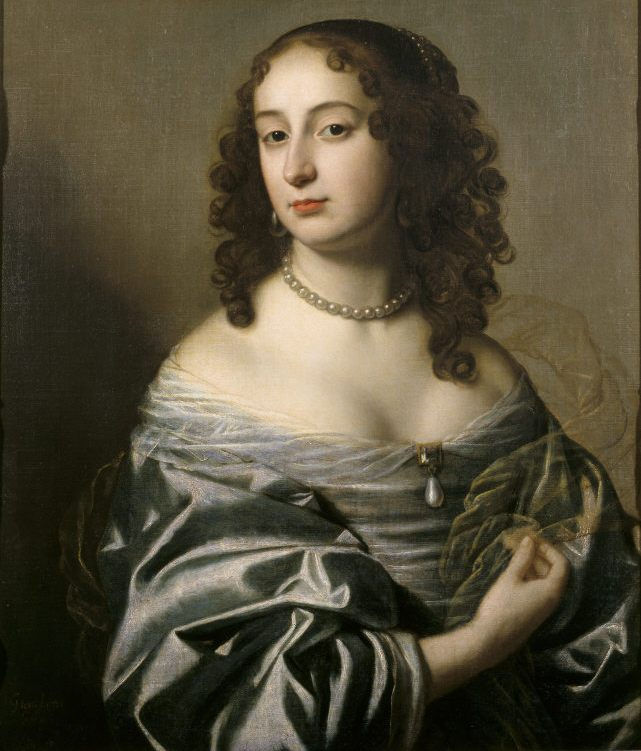
الأميرة صوفياصاحبة الحق الشرعي في عرش بريطانيا بعد وفاة ملكةآن إلا انها توفيت قبل الملكة بشهرين مما سمح ان ينتقل الحكم إلى ابنها البكر جورج الأول

هانوفر (Hanovre) (بيت) هي سلالة من أصل جرماني (ألماني) حكمت في بريطانيا والمملكة المتحدة سنوات 1714-1901 م. عرفت تاريخيا بأسماء فيلف أو جلف.
المقر:هانوفر ثم لندن.
تنحدر هذه الأسرة من إحدى أكبر العائلات النبيلة في ألمانيا، الـ«فيلف» أو فلف (Welf) والتي حكم أحد فروعها إمارة هانوفر (Hanover) في ألمانيا فنسبت إليها. كان نص «مرسوم التوطين» (Act of Settlement) يمنع جلوس ملك غير بروتستانتي على عرش بريطانيا. حسب المرسوم جديد أصبحت إحدى حفيدات الملك «جيمس الأول» عن طريق ابنته «إليزابيث» وهي "صوفيا" صاحبة الحق الشرعي في العرش في حالة وفاة الملكة «آن»، إلا أنها توفيت قبل شهرين من وفاة الملكة.
انتقل العرش إلى «جورج الأول» أحد أبناء «صوفيا»، كان «جورج» (أو «غيورغ» بالألمانية) قد تجاوز الـ54 من عمره عندما نصب ملكا على بريطانيا سنة 1714 م. لم يبد الأخير أي اهتمام بعرشه الجديد فكرس بقية حياته لإمارته في «هانوفر»، كما أن عدم تمكن الملك من إتقان اللغة الإنجليزية زاد من هذا التباعد. خلف «جورج الثاني» والذي ولد في «هنوفر» أباه سنة 1727 م، اعتبره الإنجليز غريبا عليهم، كانت تنقصه المهارات السياسية رغم خبرته في الأمور العسكرية، انفرد في اتخاذه للقرارات الحاسمة دون الرجوع إلى مستشاريه، وقع اتفاقا مع فرنسا أثناء «حرب الخلافة النمساوية» (اندلعت بعد وفاة آخر إمبراطور روماني مقدس من سلالة هابسبورغ العريقة دون أن يخلف وريثاً ذكرا). عرفت الفترة الأولى لحكم بيت الـ«هانوفر» لبريطانيا قيام العديد من الثورات في اسكتلندا، كانت الأغلبية من الشعب الإسكتلندي (الكاثوليكي) تبدي تعاطفاً مع أحد ورثة أسرة الـ«ستيوارت» وهو جيمس ستيوارت والذي كان يدعي أحقيته بالعرش. إلا أن البريطانيين (البروتستانت) كانوا يعارضون تولي أسرة كاثوليكية أمور حكمهم مرة أخرى.
سنة 1760 م اعتلى العرش أحد أحفاد «جورج الأول» وتلقب بـ «جورج الثالث»، ولد الأخير في بريطانيا كما تلقى تربية محلية. استطاع أن يحظى باحترام الرعية (الشعب البريطاني) رغم أنه عاني من مرض عقلي (كانت تنتابه نوبات صرع) في السنوات الأخيرة من عمره. أصبح ابنه «جورج الرابع» وصيا عليه (منذ 1811 م)، ثم خلفه على العرش سنة 1820 م. تلاه أخوه «ويليام الرابع» سنة 1830 م، ثم ابنة أخيه «فيكتوريا» (أبوها دوق كينت) منذ 1837 م.
حتى تاريخ تتويج الملكة «فيكتوريا» كانت إمارة "هانوفر" (في ألمانيا") تابعة للتاج البريطاني، إلا أن القوانين والأعراف في ألمانيا كانت تحصر وراثة الإمارة في الذكور فقط (ترجع هذه القوانين إلى عهد الإمبراطور "شارلمان" أو "شارل العظيم" وهي مغايرة للأعراف في بريطانيا والتي كانت أكثر تفتحا). خرجت الإمارة من أيدي التاج البريطاني؛ وحكمها فرع صغير، وتزوجت الملكة «فيكتوريا» من أحد أقرباءها وهو الأمير "ألبرت" من "ساكس-كوبرغ-غوتا" (أحد الأسر الحاكمة في دوقية "ساكسونيا"). بعد وفاة «فيكتوريا» سنة 1901 م، أصبح أحفادها يحكمون البلاد. قام هؤلاء سنة 1917 م بتغيير لقبهم إلى "وندسور" ولا زالوا على رأس السلطة في بريطانيا إلى يومنا هذا.

## مصدر
- هنوفر

1. ↑  Horwitz، Henry (1977). Parliament, policy, and politics in the reign of William III. Manchester University Press ND. ص. 276. ISBN:0-7190-0661-9. مؤرشف من الأصل في 2022-03-19.